# 라츠케베구

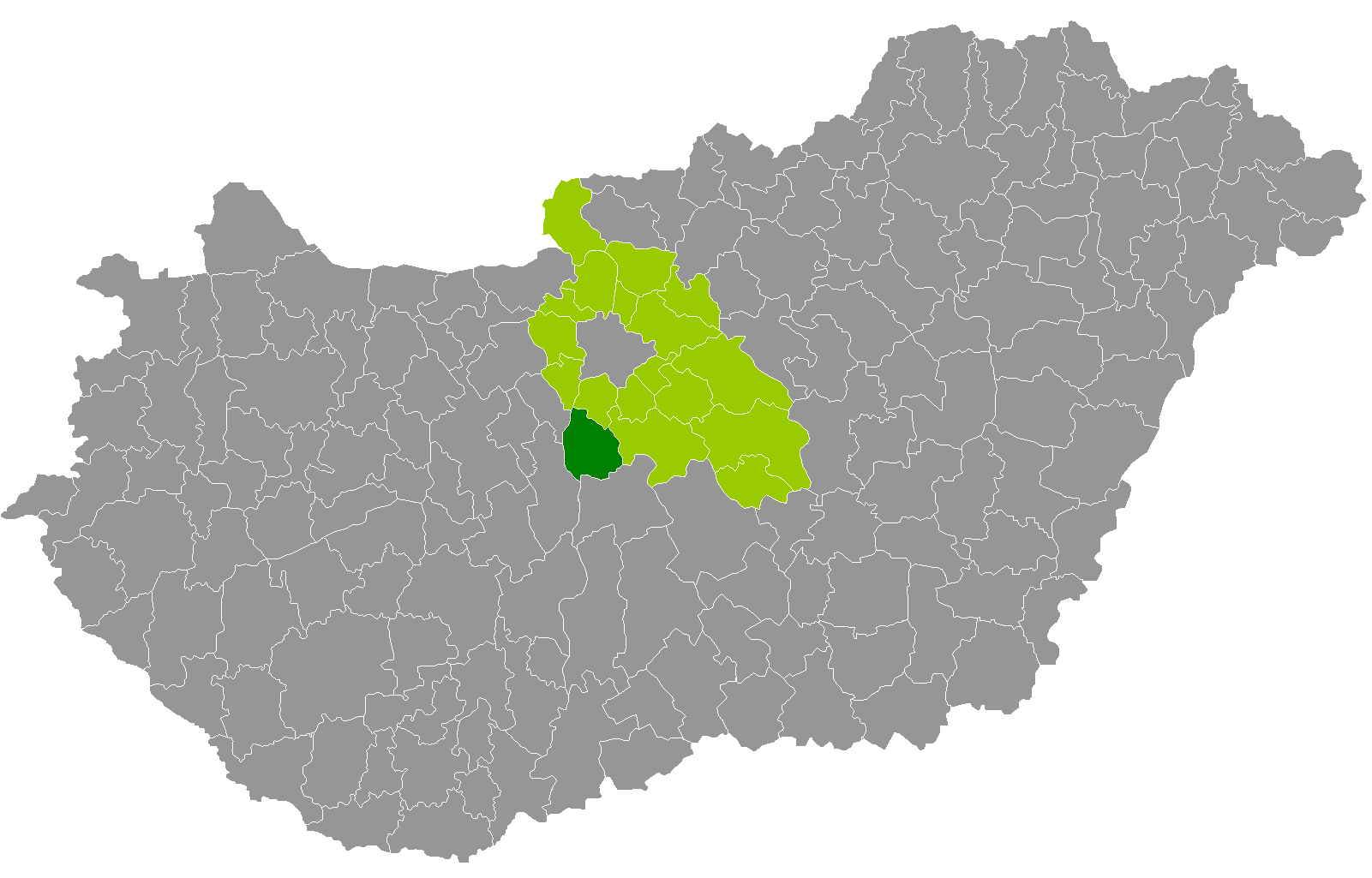
페슈트주 지도에 표시된 라츠케베구의 위치

라츠케베구(헝가리어: Ráckevei járás)는 헝가리 페슈트주에 위치한 구로 구청 소재지는 라츠케베이며 면적은 417.05km2, 인구는 35,732명(2011년 기준), 인구 밀도는 86명/km2이다.
북쪽으로는 시게트센트미클로시구, 동쪽으로는 더버시구, 남쪽으로는 바치키슈쿤주 쿤센트미클로시구, 서쪽으로는 페예르주 두너우이바로시구, 머르톤바샤르구와 접한다. 11개 지방 자치체(1개 시, 10개 마을)를 관할한다.

구 문장